# Saria (Yako)
Pour les articles homonymes, voir Saria.
Saria est une localité située dans le département de Yako de la province du Passoré dans la région Nord au Burkina Faso.

## Géographie
Saria se trouve à 10 km au sud-ouest du centre de Yako, le chef-lieu de la province, et à 2,5 km à l'est de Roumtenga. Le village forme un ensemble presque continue avec le village de Ouaellé plus au nord et est traversé par la route nationale 13.

## Santé et éducation
Le centre de soins le plus proche de Saria est le centre de santé et de promotion sociale (CSPS) de Roumtenga tandis que le centre médical avec antenne chirurgicale (CMA) de la province se trouve à Yako. 
Saria possède une école primaire et accueille sur son territoire le lycée privé Saint-Joseph.